# Stazione di Mezzani-Rondani
La stazione di Mezzani-Rondani (pronuncia: Mezzàni-Róndani) è una fermata ferroviaria posta sulla linea Brescia-Parma. Sita nel territorio comunale di Colorno, serve tuttavia prevalentemente il territorio di Mezzani, ed in particolare la frazione di Mezzano Rondani.

## Storia
L'impianto fu attivato il 1º dicembre 1886 come stazione capolinea del coevo tronco ferroviario di 4,57 km proveniente da Colorno, rimanendo impianto di testa fino al 23 maggio 1887, quando la linea fu prolungata di 3,94 km con il nuovo ponte sul Po fino a Casalmaggiore.
L'impianto fu affidato alla Rete Adriatica con esercizio svolto a cura della Società Meridionale, che svolse tale funzione fino al 1905, anno in cui la stazione passò alle neocostituite Ferrovie dello Stato cui subentrò, nel 2000, la società Rete Ferroviaria Italiana.
Sotto tale gestione l'intera linea fu dotata del sistema d'esercizio con Dirigente Centrale Operativo; l'impianto di Mezzani-Rondani era nel frattempo stato trasformato in fermata.

## Strutture e impianti
La fermata disponeva di un fabbricato viaggiatori ora abbattuto e di un binario servito da una banchina.
A seguito dell'impresenziamento dell'impianto, il fabbricato viaggiatori venne chiuso e per ovviare alla mancanza di un riparo in caso di maltempo venne aggiunta una pensilina in metallo dotata di due obliteratrici e di pannelli informativi per i viaggiatori.
Il fabbricato viaggiatori si sviluppava su due piani e ospitava, nella parte superiore, l'abitazione per il capostazione.

## Movimento
La fermata di Mezzani-Rondani è servita dai treni regionali della relazione Brescia-Parma eserciti da Trenord e cadenzati a frequenza oraria nell'ambito del contratto di servizio stipulato con la Regione Lombardia.
A novembre 2018, la stazione risultava frequentata da un traffico giornaliero medio di circa 111 persone (56 saliti + 55 discesi).

## Servizi
La stazione è classificata da RFI nella categoria bronze.